# 590

## Události
- počátek roku – revolta Bahráma Čóvéna proti perskému králi Hormizdu IV.
- 6. února – svržení Hormizda IV.
- 28. února – útěk Hormizdova syna Husrava II. do Byzance.

## Úmrtí
- únor – perský král Hormizd IV. (zavražděn)

## Hlavy států
- Papež – Pelagius II. (579–590) » Řehoř I. Veliký (590–604)
- Byzantská říše – Maurikios (582–602)
- Franská říše – Chlothar II. (584–629)
  - Orléans/Burgundsko – Guntram (561–592)
  - Mety – Childebert II. (575–595)
- Anglie
  - Wessex – Ceawlin (560–592)
  - Essex – Sledda (587–604)
- Perská říše – Hormizd IV. (579–590) » Husrav II. (590 od 6. února do 28. února, 591–628) » Bahrám VI. Čóvén (590–591)